# Stenopsychinae
De Stenopsychinae zijn een onderfamilie van schietmotten (Trichoptera) in de familie Stenopsychidae. De onderfamilie telt twee geslachten.

## Geslachten
- Stenopsyche
- Pseudostenopsyche